# Mad Jack – der beknackte Pirat
Mad Jack – der beknackte Pirat (Originaltitel: Mad Jack the Pirate) ist eine US-amerikanische Zeichentrickserie, die von 1998 bis 1999 produziert wurde.

## Handlung
Die Handlung dreht sich um die Missgeschicke und das Leben des kaum erfolgreichen Piraten Mad Jack und spielt in einer flachen Fantasiewelt namens Slab. Im Piratennest Grummelsdorf befindet sich sein Schiff mit dem Namen „Seehühnchen“. Ab und an hat er auch eine Crew an seiner Seite. Sein treuster Begleiter ist jedoch Snuk, der zwar naiv, aber eine treu ergebene Schiffsratte ist.

## Produktion und Veröffentlichung
Die Serie wurde von 1998 bis 1999 in den USA produziert. Dabei entstanden 13 Folgen. Regie führte Jeffrey de Grandis. Das Drehbuch schrieb Bill Kopp. Am 23. Juli 2001 wurden Mad Jack mit anderen Werken von Saban Entertainment an The Walt Disney Company verkauft.
Erstmals wurde die Serie am 31. Oktober 1998 auf Fox ausgestrahlt. Die deutsche Erstausstrahlung erfolgte am 29. Dezember 2000 auf Super RTL. Spätere Ausstrahlungen gab es auf Jetix und Premiere Austria.

## Episodenliste
| Nr. | deutscher Titel                                                 | englischer Titel                                                            | deutsche Erstausstrahlung | englische Erstausstrahlung |
| 1   | Der Schatz im Sabbersee                                         | The Horror Of Draclia                                                       | 29. Dezember 2000         | 31. Oktober 1998           |
| 2   | Jäger des verkohlten Schatzes                                   | The Curse Of The Blue Karbunkle                                             | 29. Dezember 2000         | 19. September 1998         |
| 3   | Die Nacht der lebenden Doofen                                   | The Terrifying Sea Witch Incident                                           | 30. Dezember 2000         | 12. September 1998         |
| 4   | Zu Risiken und Nebenwirkungen … / Ritter ohne Sinn und Verstand | Of Zerzin, Fleebis, Queues And Cures / A Knight To Dismember                | 6. Januar 2001            | 26. September 1998         |
| 5   | Mad Jack macht die Schotten dicht / Ein Star ist geboren        | The Strange Case Of Angus Dagnabbit / Lights, Camera-Snuk!                  | 13. Januar 2001           | 3. Oktober 1998            |
| 6   | Hoch soll er leben, dreimal hoch … / Selber essen macht fett    | Happy Birthday To Who? / Shipwhacked                                        | 20. Januar 2001           | 24. Oktober 1998           |
| 7   | Treffer versenkt! / Abra-Kadaver                                | The Great Kapow! / The Snuk, The Mad And The Ugly                           | 27. Januar 2001           | 13. Februar 1999           |
| 8   | Eis am Stiel / Unter Wasser pupst man nicht                     | The Alarming Snow Troll Encounter / The Case Of The Crabs                   | 3. Februar 2001           | 14. November 1998          |
| 9   | Drache ist Blutwurst / Alles hört auf mein Kommando             | The Treasure Of The Headless, Left-Handed, Peatmoss Salesman / 999 Delights | 10. Februar 2001          | 7. November 1998           |
| 10  | Der Teddy-Bär ist los / Von allen guten Geistern verlassen      | The Island Of Pink & Fuzzy / Uncle Mortimer                                 | 17. Februar 2001          | 6. Februar 1999            |
| 11  | Piep, piep, piep, guten Appetit / Die Geier können warten       | Attack Of The Man-Eating Green Gorillas / The Johnny Of The Lamp            | 24. Februar 2001          | 20. Februar 1999           |
| 12  | Klein Jack macht auch Mist / Der Johnny aus der Lampe           | Jack The Dragon Slayer / Captain Snuk                                       | 3. März 2001              | 12. Dezember 1998          |
| 13  | Im Himmel ist Jahrmarkt / Das kleine A B Zeh                    | Mad Jack & The Beanstalk / The Curse Of The Mummy’s Toe                     | 10. März 2001             | 27. Februar 1999           |